# Xoanodera vermiculata
Xoanodera vermiculata es una especie de escarabajo longicornio del género Xoanodera, tribu Cerambycini, subfamilia Cerambycinae. Fue descrita científicamente por Hüdepohl en 1989.

## Descripción
Mide 16 milímetros de longitud.

## Distribución
Se distribuye por Indonesia y Malasia.